# Horsens Havn
Horsens Havn ist der Seehafen der dänischen Stadt Horsens und liegt am Ende des rund 20 Kilometer langen Horsens Fjord im südöstlichen Kattegat. Er umfasst den Industriehafen Horsens Erhvershavn, der sich seit 2001 im Besitz der Aktiengesellschaft Horsens Havn A/S befindet, und den Yachthafen Horsens Lystbådehavn, Eigentum der Horsens Kommune.
Zwei größere Hafenbecken teilen Horsens Havn in einen Nordhafen (Nordhavn) und einen Südhafen (Sydhavn). Zu deren Anlagen führt eine 6,9 Meter tiefe Fahrrinne, die von 160 m langen, 24 m breiten Schiffen mit maximal 6,7 m Tiefgang befahren werden kann.
Horsens Havn ist Mitglied der Vereinigung Danske Havne, eines Zusammenschlusses der dänischen Gewerbehäfen.

## Geschichte
An der Mündung der Bygholm Å entstand zur Wikingerzeit ein Auenhafen, der im Mittelalter zu einem für die Stadt bedeutenden Handelshafen ausgebaut wurde. Ab dem 17. Jahrhundert wurden auf der Nordseite entlang einer 200 m langen Schiffsbrücke, die Ladebrohoved genannt wurde, erste Fachwerkspeicher errichtet.

### 18. und 19. Jahrhundert
Zunehmende Versandung des Auenhafens im 18. Jahrhundert erforderten wiederholtes Reinigen des Hafens von Schlamm, was auf eine neue Fahrrinne hinauslief, die von 1785 bis 1804 angelegt wurde. Im Gleichzug mit der Ausdehnung und der frühen Industrialisierung der Stadt nahmen auch die Hafenaktivitäten zu; ein Zeugnis dieser Zeit ist das ehemalige Zollhaus von 1837 (heute Jensens Bøfhus). Von 1854 bis 1857 verliefen die Arbeiten am ersten großen Hafenbecken, das angelegt wurde, um die Dampfschifffahrt in Horsens Havn zu ermöglichen. Aufgrund der daraus folgenden Steigerung des Umschlags unterschiedlichster Handelswaren verlor der alte Auenhafen endgültig seine Funktion als Industriehafen.
Von der staatlichen Eisenbahngesellschaft Jysk-Fyenske Jernbaner wurde der Hafen 1873 an das Eisenbahnnetz angeschlossen und bis 1899 waren sämtliche Kais mit Schienen verlegt. Weitere Maßnahmen zur Hafenerweiterung waren 1883 die Vertiefung der Fahrrinne auf 15 Fuß und 1898 der Ausbau der Kaianlagen, dem der Bau von neuen Speichern und Silos folgte.

### 20. Jahrhundert
Der Innenteil des alten Auenhafens wurde 1903–1904 zugeschüttet und durch den Åboulevarden ersetzt, weil die in die Au geleiteten industriellen und häuslichen Abwasser neben Gestank auch das Risiko barg zu erkranken. Ende der 1980er Jahre wurde auch der Außenbereich zugeschüttet.
Nach Entwürfen des dänischen Architekten Viggo Norn (1879–1967) wurde 1913 ein Stückgutspeicher mit integriertem Hafenbüro gebaut, der an der Spitze des in den Nordhafen ragenden „Hafendreiecks“ liegt. Der Ausbau des Hafens setzte sich fort mit der Anschaffung von Hafenkränen seit Ende der 1930er Jahre und dem Anlegen neuer Kaianlagen in den 1980er und 1990er Jahren.

## Ausstattung, Umschlag und Verkehr
Zur Ausstattung zählen ein Portalkran und zwei Mobilkräne, von denen der größere Kran, der 2000 angeschafft wurde, eine Last von bis 80 zu Tonnen heben kann. Für das Jahr 2010 wurde ein Güterumschlag von rund 678.000 Tonnen verzeichnet, darunter befand sich sowohl Massen- als auch Stückgut.
Der Hafen ist über die dänische Autobahn Østjyske Motorvej, einem Teilstück der Europastraße 45, an das europäische Fernstraßennetz angeschlossen.